# Косагал
Косагал (каз. Қосағал) — село в Аулиекольском районе Костанайской области Казахстана. Населённый пункт Диевского сельского округа. Код КАТО: 393639100.

## Население
В 1999 году население села составляло 1364 человека (677 мужчин и 687 женщин). По данным переписи 2009 года в селе проживало 425 человек (228 мужчин и 197 женщин).